# Nicola Irto
Nicola Irto (Reggio Calabria, 5 gennaio 1982) è un politico italiano, dal 13 ottobre 2022 senatore della Repubblica per il Partito Democratico.

## Biografia
Nato a Reggio Calabria, dove consegue la maturità scientifica al liceo Alessandro Volta, la laurea in scienze dell'architettura nel 2006 e il dottorato di ricerca in pianificazione territoriale nel 2011 all'Università degli Studi "Mediterranea", fin da giovane s'impegna in politica, prima col Partito Popolare Italiano (PPI) e poi con La Margherita di Francesco Rutelli (dove confluisce il PPI con Rinnovamento Italiano di Lamberto Dini e I Democratici di Arturo Parisi), con la quale nel 2003 è il più giovane delegato al congresso regionale calabrese.. È stato altresì membro del Consiglio di Amministrazione dell'ADI - Associazione Dottorandi e Dottori di Ricerca in Italia.
Dopo la nascita del Partito Democratico (PD) nel 2007, entra nel coordinamento provinciale reggino e alle elezioni amministrative del 2011 viene eletto consigliere comunale di Reggio Calabria.

### Elezione a consigliere regionale
Alle elezioni regionali in Calabria del 2014 si candida tra le liste del Partito Democratico, a sostegno del candidato presidente del centro-sinistra Mario Oliverio (ex presidente della Provincia di Cosenza), venendo eletto nella circoscrizione sud (Reggio Calabria) con 12.014 preferenze in consiglio regionale della Calabria, dove ricopre l'incarico di presidente del Consiglio, eletto il 28 luglio 2015 in sostituzione di Antonio Scalzo.
Alle regionali calabresi del 2020 si ricandida nella lista del PD, a sostegno del candidato presidente Filippo Callipo, venendo rieletto e risultando essere il candidato consigliere più votato della tornata elettorale. In questa legislatura viene eletto vicepresidente del Consiglio regionale.
In vista delle elezioni regionali del 2021 viene inizialmente indicato come candidato presidente della Regione Calabria del centro-sinistra, salvo poi rinunciare per favorire una candidatura unitaria. Comunque si ricandida a sostegno della candidata presidente Amalia Bruni, venendo rieletto. Inizialmente è capogruppo del Partito Democratico in consiglio regionale, lascia il ruolo dopo essere stato eletto segretario regionale del Partito Democratico in Calabria.

### Elezione a senatore
Alle elezioni politiche anticipate del 2022 viene candidato al Senato della Repubblica, tra le liste del Partito Democratico - Italia Democratica e Progressista (PD-IDP) nel collegio plurinominale Calabria - 01, venendo eletto senatore. Per tale motivo il 21 novembre si dimette da consigliere regionale della Calabria, optando per il Senato in quanto le due cariche sono incompatibili. Nella XIX legislatura è segretario d'aula del gruppo parlamentare PD-IDP al Senato, vicepresidente della Commissione di vigilanza sulla Cassa Depositi e Prestiti e componente della 8ª Commissione Ambiente, transizione ecologica, energia, lavori pubblici, comunicazioni, innovazione tecnologica, della Commissione parlamentare per le questioni regionali e della Commissione parlamentare d'inchiesta sulle attività illecite connesse al ciclo dei rifiuti e su altri illeciti ambientali e agroalimentari.
Alle elezioni primarie del PD del 2023 sostiene la mozione di Stefano Bonaccini, presidente della Regione Emilia-Romagna dal 22 dicembre 2014, facendo parte del suo comitato promotore, ma viene sconfitto dalla deputata del PD Elly Schlein.